# Beatrice DeMille
Beatrice DeMille, nata Matilda Beatrice Samuel (Liverpool, 30 gennaio 1853 – Hollywood, 8 ottobre 1923), è stata una sceneggiatrice inglese naturalizzata statunitense, madre di due grandi pionieri del cinema muto americano come William C. deMille e Cecil B. De Mille.
Era familiarmente soprannominata Bebe.

## Biografia
Era nata in Inghilterra nel 1853 da una prominente famiglia di ebrei sefarditi, i Samuel (Sylvester Lewis Samuel e Cecilia Wolff): un suo stretto parente, il visconte Sir Herbert Louis Samuel, fu il primo alto commissario in Palestina dal 1920 al 1925 per conto del mandato britannico.
Dopo aver conosciuto il futuro marito, il commediografo e pastore della Chiesa episcopale Henry Churchill DeMille (1853-1893), poiché la sua famiglia si era opposta nettamente a questa relazione, fuggì negli Stati Uniti e sposò Henry il 1º luglio 1876 a Brooklyn dopo essersi essa stessa convertita alla religione del marito.

## Carriera nello spettacolo
Quando Henry morì di polmonite nel 1893 Beatrice dovette occuparsi da sola dei figli William, quattordicenne, e Cecil, di appena undici anni. Aprì una scuola serale per sole donne e divenne agente teatrale, aprendo l'agenzia DeMille con sede a New York, con la quale comprò i diritti delle opere teatrali di autori come Mary Roberts Rinehart e Avery Hopwood. In seguito, sempre con la sua agenzia, entrò anche nel mondo del cinema dove introdusse anche i due figli. Fu proprio lei a presentare personalmente Cecil al grande produttore e magnate cinematografico Jesse L. Lasky, con il quale in seguito Cecil avrebbe fondato la Paramount. Ella stessa divenne in seguito produttrice, scenografa, sceneggiatrice ed aiuto regista nel nascente mondo del cinema muto interpretando circa una dozzina di film, in gran parte prodotti dalla compagnia di suo figlio Cecil.
Morì a settant'anni a Hollywood, dove fu sepolta nel cosiddetto Garden of Legends. Al suo fianco si trovano la tomba del figlio Cecil e di sua moglie Constance.

## Filmografia

### Sceneggiatrice
- Each Pearl a Tear, regia di George Melford (1916)
- The Storm, regia di Frank Reicher (1916)
- The Heir to the Hoorah, regia di William C. de Mille (1916)
- The Years of the Locust, regia di George Melford (1916)
- Betty to the Rescue, regia di Frank Reicher (1917)
- Castles for Two, regia di Frank Reicher (1917)
- Sacrifice, regia di Frank Reicher (1917)
- Unconquered, regia di Frank Reicher (1917)
- Il Giaguaro (The Jaguar's Claws), regia di Marshall Neilan (1917)
- The Inner Shrine, regia di Frank Reicher (1917)
- Forbidden Paths, regia di Robert Thornby (1917)
- The Devil-Stone, regia di Cecil B. DeMille (1917)

### Aiuto regia
- Unconquered, regia di Frank Reicher (1917)